# Sexbeziehung
Eine Sexbeziehung, auch „reine Sexbeziehung“ oder „Nur-Sex-Beziehung“, bezeichnet in der Umgangssprache den gelegentlichen oder regelmäßigen sexuellen Kontakt zweier Menschen, die dabei nicht in einer Partnerschaft miteinander leben. Ein wesentlicher Bestandteil einer Sexbeziehung ist, dass beide Partner sich zwar zum Geschlechtsverkehr treffen, aber meist keine Liebe füreinander empfinden. Das abgrenzende Element zur offenen Beziehung ist das Fehlen einer tieferen Bindung. Vom One-Night-Stand unterscheidet sich die Sexbeziehung durch die anhaltende Dauer der Beziehung.
Eine Sexbeziehung kann auch eine um den Geschlechtsverkehr erweiterte Freundschaft sein oder auch aus einer Freundschaft entstanden sein („Mingle“). Synonyme für eine solche Beziehung sind beispielsweise die Bezeichnungen „Freundschaft plus“ (kurz auch „F+“) oder „Freundschaft mit gewissen Vorzügen“.
Von Sexualtherapeuten wird kritisch vorgebracht, dass eine „reine Sexbeziehung“ zwar für beide Partner Lustgewinn und die Erfahrung der Selbstbestätigung bedeuten könne, diese Befriedigung von „biopsychosozialen Grundbedürfnissen“ jedoch auf eine jeweils momentane Erfahrung begrenzt sei.
Meist wird eine Sexbeziehung geheim praktiziert, da öffentlich geführte Beziehungen in dieser Form eine Reihe von Problemen mit sich bringen: So ist es gesellschaftlich meist eine nicht anerkannte Beziehungsform. Oft ergibt sich aus dem Bestreben, auch noch offen für andere Partner zu bleiben bzw. eine bestehende Partnerschaft nicht aufgeben zu wollen, der Wunsch nach Geheimhaltung.
Ist gerade die Freiheit beider Partner, alles tun und lassen zu können, die Stärke der Sexbeziehung, zeigt sich hier auch deren Schwäche und Konfliktpotential: Meist funktioniert eine solche Sexbeziehung nur eine kurze Zeit (wenige Monate), ohne dass zumindest einer der Partner Gefühle wie Verliebtheit entwickelt. Es können jedoch auch Partnerschaften entstehen, wenn beide Partner eine emotionale Bindung eingehen. Es gibt eine Korrelation zwischen Häufigkeit des Partnerwechsels und der Präferenz für Sexbeziehungen.